# Starodub (stacja kolejowa)
Starodub (ros. Стародуб) – stacja kolejowa w miejscowości Starodub, w rejonie starodubowskim, w obwodzie briańskim, w Rosji. Stacja krańcowa linii.